# Elfros n.º 307
Elfros n.º 307 es un municipio rural canadiense situado en la provincia de Saskatchewan.

## Superficie
Elfros n.º 307 tiene una superficie de 687,56 km².

## Demografía
En 2021, tenía 373 habitantes, una densidad poblacional de 0,5 hab./km², y 197 viviendas.